# Holmetjärnet (Steneby socken, Dalsland)
Holmetjärnet är en sjö i Bengtsfors kommun i Dalsland och ingår i Göta älvs huvudavrinningsområde.